# قاعدة رامون الجوية
قاعدة رامون الجوية (بالعبرية: בסיס חיל-האוויר רמון) أو (بالعبرية: כנף 25، كناف 25) أي جناح25 وهي قاعدة عسكرية إسرائيلية مع مطار، تقع بقرب بلدة متسبي ريمون. بنيت بين 1979-1982 .